# ديفيد غانز
ديفيد غانز (بالإنجليزية: David Gans)‏ هو صحفي الموسيقى وعازف قيثارة ومغن مؤلف وصحفي أمريكي، ولد في 29 أكتوبر 1953 في لوس أنجلوس في الولايات المتحدة.

## وصلات خارجية
- الموقع الرسمي
- ديفيد غانز على موقع ميوزك برينز (الإنجليزية)